# Aleksandr Yerojin
Aleksandr Yúrievich Yerokhin (en ruso: Александр Юрьевич Ерохин, transcrito al inglés Aleksandr Erokhin; Barnaul, 13 de octubre de 1989) es un futbolista ruso. Juega como centrocampista en el Zenit de San Petersburgo y es internacional con Rusia.

## Trayectoria
Creció en el equipo juvenil del FC Lokomotiv Moscú. En 2008, firmó para el FC Sheriff Tiraspol y jugó algunos partidos para el equipo esa temporada. En la temporada 2009 se había convertido en un jugador del primer equipo y se convirtió en su creador de juego.
El 28 de junio de 2017, firmó un contrato de 3 años con el Zenit de San Petersburgo. En el último día de la temporada 2017-18, anotó 4 goles en una victoria por 6-0 sobre el FC SKA-Jabárovsk.

## Selección nacional
Lo llamaron para el equipo nacional de fútbol de Rusia en agosto de 2015 para los partidos de Clasificación para la Eurocopa 2016 contra Suecia y contra Liechtenstein. Hizo su debut para el equipo el 31 de agosto de 2016 en un amistoso contra Turquía.
El 11 de mayo de 2018 fue incluido en la preselección de la Copa Mundial de la FIFA 2018 de Rusia. El 4 de junio fue incluido en la lista definitiva para la Copa del Mundo.

### Participaciones en Copas del Mundo
| Mundial                        | Sede  | Resultado        | Partidos | Goles |
| ------------------------------ | ----- | ---------------- | -------- | ----- |
| Copa Mundial de Fútbol de 2018 | Rusia | Cuartos de final | 2        | 0     |

### Participaciones en Copa Confederaciones
| Copa                      | Sede  | Resultado    | Partidos | Goles |
| ------------------------- | ----- | ------------ | -------- | ----- |
| Copa Confederaciones 2017 | Rusia | Primera fase | 3        | 0     |

## Clubes
| Club                     | País     | Año       | Partidos | Goles |
| ------------------------ | -------- | --------- | -------- | ----- |
| F. C. Sheriff Tiraspol   | Moldavia | 2007-2010 | 103      | 34    |
| F. C. Krasnodar          | Rusia    | 2011-2012 | 20       | 3     |
| F. C. SKA-Jabarovsk      | Rusia    | 2013      | 11       | 2     |
| F. C. Ural               | Rusia    | 2013-2016 | 66       | 12    |
| F. C. Rostov             | Rusia    | 2016-2017 | 49       | 7     |
| Zenit de San Petersburgo | Rusia    | 2017-act. | 251      | 42    |

## Palmarés

### Títulos nacionales
| Título                | Club                     | País     | Año  |
| --------------------- | ------------------------ | -------- | ---- |
| Divizia Națională     | F. C. Sheriff Tiraspol   | Moldavia | 2008 |
| Copa de Moldavia      | F. C. Sheriff Tiraspol   | Moldavia | 2008 |
| Divizia Națională     | F. C. Sheriff Tiraspol   | Moldavia | 2009 |
| Copa de Moldavia      | F. C. Sheriff Tiraspol   | Moldavia | 2009 |
| Divizia Națională     | F. C. Sheriff Tiraspol   | Moldavia | 2010 |
| Copa de Moldavia      | F. C. Sheriff Tiraspol   | Moldavia | 2010 |
| Liga Premier de Rusia | Zenit de San Petersburgo | Rusia    | 2019 |
| Liga Premier de Rusia | Zenit de San Petersburgo | Rusia    | 2020 |
| Copa de Rusia         | Zenit de San Petersburgo | Rusia    | 2020 |
| Supercopa de Rusia    | Zenit de San Petersburgo | Rusia    | 2020 |
| Liga Premier de Rusia | Zenit de San Petersburgo | Rusia    | 2021 |
| Supercopa de Rusia    | Zenit de San Petersburgo | Rusia    | 2021 |
| Liga Premier de Rusia | Zenit de San Petersburgo | Rusia    | 2022 |
| Supercopa de Rusia    | Zenit de San Petersburgo | Rusia    | 2022 |
| Liga Premier de Rusia | Zenit de San Petersburgo | Rusia    | 2023 |
| Supercopa de Rusia    | Zenit de San Petersburgo | Rusia    | 2023 |
| Liga Premier de Rusia | Zenit de San Petersburgo | Rusia    | 2024 |
| Copa de Rusia         | Zenit de San Petersburgo | Rusia    | 2024 |
| Supercopa de Rusia    | Zenit de San Petersburgo | Rusia    | 2024 |

### Títulos internacionales
| Título         | Club                   | País  | Año  |
| -------------- | ---------------------- | ----- | ---- |
| Copa de la CEI | F. C. Sheriff Tiraspol | Rusia | 2009 |